# Robertus Anglicus
Robertus Anglicus o Robert el Inglés fue un astrónomo inglés del siglo XIII. Enseñó en la Universidad de Montpellier y posiblemente también en París. Es conocido como el autor de un comentario de 1271 sobre el De Sphera Mundi de Johannes de Sacrobosco. Incluye una referencia significativa al estado del arte en la tecnología de los mecanismos de relojería.
También es el autor del manuscrito Astrolabii Canones, que proporcionó principios importantes para la medición en esferas.